# Celina Leffler
Celina Leffler (ur. 9 kwietnia 1996) – niemiecka lekkoatletka specjalizująca się w wielobojach.
W 2013 sięgnęła po złoto mistrzostw świata juniorów młodszych w Doniecku, a rok później była czwarta na juniorskich mistrzostwach świata w Eugene. W 2017 sięgnęła po brąz młodzieżowych mistrzostw Europy w Bydgoszczy.
Rekordy życiowe: siedmiobój – 6070 pkt. (14 lipca 2017, Bydgoszcz); siedmiobój (sprzęt juniorów młodszych) – 5846 pkt. (25 maja 2014, Ulm).

## Osiągnięcia
| Rok  | Impreza                               | Miejsce   | Konkurencja | Lokata      | Wynik     |
| ---- | ------------------------------------- | --------- | ----------- | ----------- | --------- |
| 2013 | Mistrzostwa świata juniorów młodszych | Donieck   | siedmiobój  | 1. miejsce  | 5747 pkt. |
| 2014 | Mistrzostwa świata juniorów           | Eugene    | siedmiobój  | 4. miejsce  | 5746 pkt. |
| 2016 | Halowe mistrzostwa świata             | Portland  | pięciobój   | 11. miejsce | 4181 pkt. |
| 2017 | Młodzieżowe mistrzostwa Europy        | Bydgoszcz | siemdiobój  | 3. miejsce  | 6070 pkt. |